# Stellazione

Costruzione di un dodecagono stellato: un poligono regolare con simbolo di Schläfli {12/5}.

In geometria, la stellazione è il processo di estensione di un poligono in due dimensioni, un poliedro in tre dimensioni o, in generale, un politopo in n dimensioni per formare una nuova figura. Partendo da una figura originale, il processo estende elementi specifici come i suoi bordi o le sue facce, di solito in modo simmetrico, fino a quando questi non si incontrano di nuovo per formare il contorno chiuso di una nuova figura. La nuova figura viene quindi definita come una "stellazione" dell'originale.

## Definizione di Keplero
Nel 1619 Keplero definì la stellazione per poligoni e poliedri come il processo di estensione di bordi o facce fino a quando non si incontrano per formare un nuovo poligono o poliedro.
Come esempi di tale operazione egli la eseguì su un dodecaedro per ottenere due poliedri stellati regolari, il piccolo dodecaedro stellato e il grande dodecaedro stellato, e su un ottaedro regolare per ottenere la stella octangula, un poliedro regolare composto da due tetraedri.

## Stellazione di poligoni
La stellazione di un poligono regolare condotta simmetricamente porta alla generazione di un poligono stellato, semplice o composto, regolare. Questi poligoni sono caratterizzati dal numero di volte {\displaystyle m} che il loro bordo si avvolge attorno al centro della figura e, come accade per tutti i poligoni regolari, i loro vertici giacciono su un cerchio. {\displaystyle m} corrisponde poi anche al numero di vertici posti sul cerchio che si deve attraversare per passare dall'estremità di un dato segmento all'altra, a partire da 1.
Un poligono stellato regolare è rappresentato dal suo simbolo di Schläfli {n/m}, dove {\displaystyle n} è il numero di vertici, {\displaystyle m} è quanto definito poc'anzi, e {\displaystyle n} ed {\displaystyle m} sono interi coprimi; si vede che il caso {\displaystyle m=1} dà il poligono convesso {n}. {\displaystyle m} deve inoltre essere inferiore alla metà di {\displaystyle n}, altrimenti le linee saranno parallele o divergenti, impedendo alla figura di chiudersi.
Se {\displaystyle m} ed {\displaystyle n} hanno un divisore in comune, e quindi non sono coprimi, allora la figura è un poligono regolare composto. Ad esempio il poligono {6/2} è il composto regolare di due triangoli {3} o esagramma, mentre il poligono {10/4} è il composto di due pentagrammi {5/2}. Per tali poligoni alcuni autori utilizzano la notazione di Schläfli già mostrata, mentre altri ne utilizzano una modificata, adoperando i simboli di Schläfli per indicare un singolo contorno che si avvolge {\displaystyle m} volte attorno al centro toccando n/m vertici, e quindi rappresentando i due precedenti casi presi ad esempio come 2{3}, per l'esagramma, e 2{5/2}, per il poligono regolare composto di due pentagrammi.
Un n-gono regolare ha n - 4/2 stellazioni se {\displaystyle n} è pari (non vengono qui considerati i composti di digoni degeneri multipli) e n - 3/2 stellazioni se {\displaystyle n} è dispari.
| Il pentagramma, {5/2}, è l'unico poligono ricavabile per stellazione da un pentagono.     | L'esagramma, {6/2}, è sia il prodotto della stellazione di un esagono, sia il composto di due triangoli. | Dall'ennagono {9} si possono ottenere tre forme enneagrammiche: {9/2}, {9/3}, {9/4}, dove {9/3} è il regolare composto di tre triangoli. |
| Dall'ettagono si possono ottenere, per stellazione, due forme ettagrammiche: {7/2}, {7/3} | | Dall'ennagono {9} si possono ottenere tre forme enneagrammiche: {9/2}, {9/3}, {9/4}, dove {9/3} è il regolare composto di tre triangoli. |

## Stellazione di poliedri

La prima stellazione del dodecaedro.

La seconda stellazione del dodecaedro.

La terza stellazione del dodecaedro.

La stellazione di un poliedro si opera estendendo gli spigoli o le facce di un poliedro fino a quando questi non si incontrano di nuovo formando un nuovo poliedro o un poliedro composto, il cui interno è diviso in un certo numero di celle dalle sue stesse facce. Man mano che il processo di stellazione continua si possono venire a formare sempre più celle che, in un poliedro simmetrico, possono essere suddivise in gruppi, o insiemi, di celle congruenti; si dice allora che le celle appartenenti allo stesso insieme sono dello stesso "tipo".
L'operazione di stellazione può portare a un numero enorme di forme possibili e sono quindi stati elaborati dei criteri al fine di identificare quelle forme che possono essere significative o uniche in base a determinate proprietà. Sono quindi state identificate diverse categorie di stellazioni:
- Stellazioni della linea principale. L'aggiunta di gusci (vale a dire insiemi di celle che formano uno strato chiuso attorno al centro del poliedro) attorno al poliedro centrale porta all'insieme delle stellazioni della linea principale.
- Stellazioni completamente supportate. In una stellazione completamente supportata tutte le celle sono supportate, vale a dire che ogni cella ha le sue facce inferiori, ossia quelle facce che possono essere viste dal centro del poliedro originario in assenza di altre celle, coperte da celle adiacenti. Ciò implica anche che qualunque raggio avente origine nel centro del poliedro attraversa la superficie della stellazione una sola volta.[2]
- Stellazioni monoacrali. Sono così chiamate quelle stellazioni completamente supportate in cui c'è un solo tipo di picco, o vertice; in cui cioè tutti i vertici sono congruenti all'interno di una singola orbita di simmetria.
- Stellazioni primarie. Sono dette primarie quelle stellazioni completamente supportate i cui spigoli giacciono tutti su linee primarie, ossia su linee del diagramma di stellazione giacenti su piani di riflessione del poliedro.
- Stellazioni di Miller. Nel libro The Fifty-Nine Icosahedra, Coxeter, Du Val, Flather e Petrie riportano cinque regole dettate da Miller per ritenere significativa una stellazione. Sebbene queste regole si riferiscano specificamente alla geometria dell'icosaedro, esse sono state in seguito adattate all'utilizzo su poliedri arbitrari. Tali regole assicurano, tra le altre cose, che la simmetria rotazionale del poliedro originale sia preservata e che l'aspetto esterno di ogni stellazione sia diverso. I quattro tipi di stellazione appena definiti sono di fatto tutti sottoinsiemi delle stellazioni di Miller.[1][3]

Altre categorie in cui si possono dividere le stellazioni sono:
- stellazione parziale, ossia una stellazione in cui non tutti gli elementi di una data dimensionalità sono estesi;
- stellazione sub-simmetrica, ossia una stellazione in cui non tutti gli elementi sono estesi simmetricamente.

### Regole di Miller

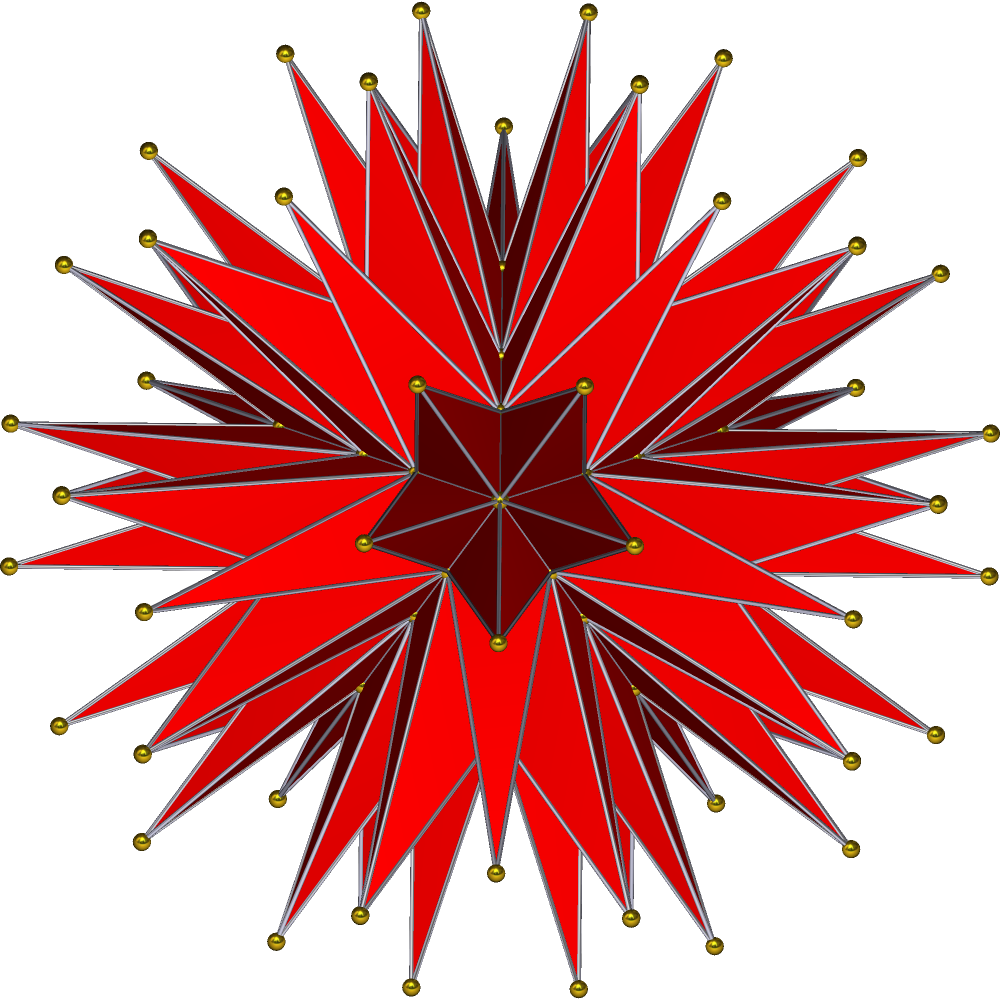
Una vista dell'echidnaedro, generato dalla stellazione completa dell'icosaedro.

Nel libro The Fifty-Nine Icosahedra è riportato un insieme di regole ideate da J. C. P. Miller per definire quali stellazioni dovrebbero essere considerate "ragionevolmente significative e distinte".
Come detto, queste regole sono state poi adattate per le stellazioni di molti altri poliedri. In base a queste regole si ha ad esempio che:
- Non ci sono stellazioni del tetraedro, poiché tutte le su facce sono adiacenti;
- Non ci sono stellazioni del cubo, poiché le facce non adiacenti sono parallele e quindi non possono essere estese per incontrarsi in nuovi spigoli;
- È possibile effettuare una stellazione dell'ottaedro, generando la stella octangula;
- Ci sono 3 poliedri diversi generati da altrettante stellazioni del dodecaedro: il piccolo dodecaedro stellato, il grande dodecaedro e il grande dodecaedro stellato, tutti appartenenti ai poliedri di Keplero-Poinsot.
- È possibile effettuare 58 stellazioni dell'icosaedro, ottenendo poliedri come il grande icosaedro e l'echidnaedro (chiamato anche "ultima stellazione dell'icosaedro"). Il 59º modello citato in The fifty nine icosahedra è l'icosaedro originario stesso.

### Altre regole per la stellazione
Negli anni sono stati sollevati dubbi secondo i quali le regole di Miller non rappresenterebbero il modo "corretto" di enumerare le stellazioni. Esse si basano infatti sulla combinazione di parti presenti all'interno del diagramma di stellazione effettuata seguendo determinati criteri, non tenendo conto della topologia delle facce risultanti. Sono state quindi individuate stellazioni dell'icosaedro reputate ragionevolmente significative ma non presenti nella "lista di Miller", ne è un esempio quella proposta da James Bridge nel 1974, mentre è stato messo in discussione il fatto che alcune delle "stellazioni di Miller" debbano essere considerate effettivamente come stellazioni: una di queste comprende ad esempio diverse celle disconnesse fluttuanti simmetricamente nello spazio.
Al 2021 non è tuttavia stato pienamente sviluppato nessun insieme di regole alternativo a quello di Miller che tenga conto di questo aspetto. La maggior parte dei progressi è stata fatta sulla base del fatto che la stellazione è il processo reciproco, o duale, della faccettazione, operazione in cui da un poliedro vengono rimosse parti senza che ciò porti alla formazione di nuovi vertici. A ogni stellazione di un qualunque poliedro, infatti, corrisponde una faccettazione del suo duale. La sopraccitata stellazione dell'icosaedro scoperta da nel 1974 da Bridge è stata ad esempio scoperta da quest'ultimo proprio studiando le faccettazioni del dodecaedro, duale dell'icosaedro.

## Stellazioni di politopi

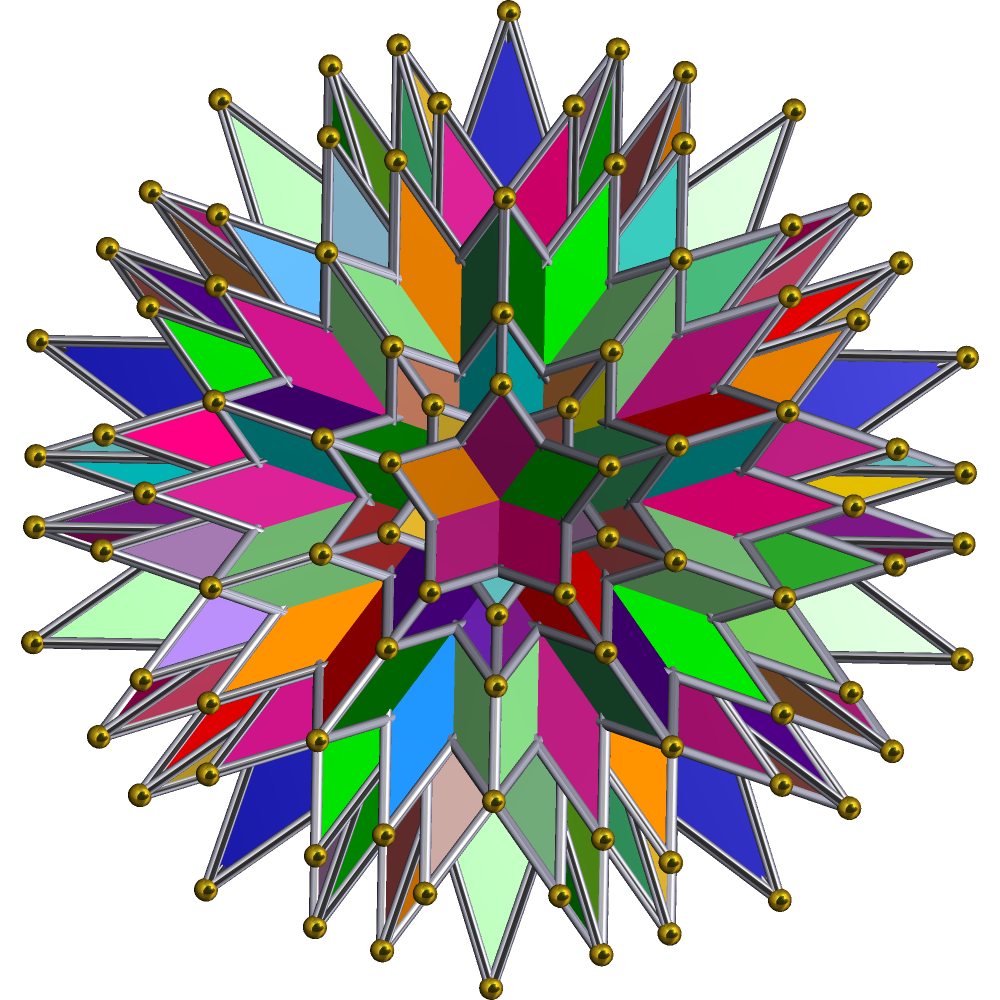
Il grande 120-celle gran stellato, di cui è qui riportata una proiezione ortogonale, è un policoro risultante dalla stellazione del 120-celle e avente una densità pari a 191.

Oltre che su poligoni e poliedri, l'operazione di stellazione può essere compiuta anche su politopi di dimensioni maggiori. Così, il diagramma di stellazione di un n-politopo esiste in un iperpiano a (n-1) dimensioni.
Nello spazio quadridimensionale, ad esempio, il grande 120-celle gran stellato è il risultato della stellazione del policoro regolare 120-celle.

## Nomenclatura
Il primo sistema di nomenclatura dei poliedri stellati è stato quello adottato da Arthur Cayley per battezzare i poliedri stellati regolari, conosciuti come poliedri di Keplero-Poinsot. Tale sistema fu poi largamente, anche se non sempre sistematicamente, adottato per altri poliedri e politopi di più dimensioni.
John Conway ideò una terminologia per poligoni, poliedri e policori stellati. In questo sistema il processo di estensione dei bordi, o spigoli, per creare una nuova figura è chiamato "stellazione" (stellation), quello di estendere le facce è chiamato "ingrandimento" (greatening) e quello di estendere le celle è chiamato "esaltazione" (aggrandizement). Ciò consente un uso sistematico di parole come "stellato", "grande" (great) ed "esaltato" (grand), che tuttavia in italiano viene spesso sostituito con "grande", nell'elaborazione dei nomi per le figure risultanti.

## Stellazione all'infinito
Come già detto, alcuni poliedri, come ad esempio il cubo, non hanno stellazioni finite. Per questo, Magnus Wenninger ha proposto di rappresentare tali stellazioni infinite utilizzando celle prismatiche infinite. Le figure risultanti, per cui lo stesso Wenninger ha proposto il nome di "stellazioni all'infinito" non sono comunque considerabili strettamente dei poliedri, per lo meno stando alla maggior parte delle definizioni di "poliedro". Tra tali "stellazioni all'infinito" vi sono anche i poliedri duali degli emipoliedri, ossia poliedri stellati uniformi aventi alcune delle proprie facce passanti per il proprio centro.